# キッチン戦隊クックルン (2代目)
キッチン戦隊クックルン (2代目)では、「すすめ!キッチン戦隊クックルン」および「ゴー!ゴー!キッチン戦隊クックルン」にて登場する「キッチン戦隊クックルン」のうち、2015年度と2016年度に登場した2代目のクックルンについて記載する。

## 概要
先代クックルンであるリンゴ・セージ・クミンの3姉弟が地球の平和を守ってからしばらく後のこと。
ふくたら村にあるふくたら小学校に通うイチゴと弟のハッサク。新学期1日目、イチゴのクラスに転校生のアオイがやってくる。クールビューティなアオイに憧れを持ったイチゴは早速友達になりたいと申し込むが、アオイはイチゴのような押しの強いタイプは苦手だと遠ざけようとする。
下校中、イチゴ、アオイ、ハッサクがいるところへたまたまUFOが落ちてきて、中から記憶喪失の宇宙人が出てくる。ミトンとイチゴが命名したその宇宙人の持っていたアイテムの効果で、3人はキッチン戦隊クックルンに変身してしまい、悪の軍団ダークイーターズが送り込んでくる怪人と戦うこととなる。なお、ダークイーターズの目的はミトンを連れ去ることである。
怪人はいずれも食材をモチーフにしており、彼らが行うイタズラはその食材にちなんだものである。また、その日にクックルンが作る料理も怪人がモチーフとしているものと同じ食材を用いたものであるが、テーマ食材とモチーフ食材が同じ場合と、モチーフ食材は材料の一つでテーマ食材とは異なる場合がある。
劇中歌について、前作ではクックルンはダンスのみで歌は一部の曲のみ担当していたが、今作よりクックルンのメンバーが歌も担当するようになった。

## 登場人物

### キッチン戦隊クックルン
イチゴ
声・演 - 牧野羽咲
ふくたら村に住む元気でノリのいい小学生の女の子。ふくたら小学校に通っている。髪形はツインテール。名前の由来は果物のイチゴから。性格は明るく前向きだがドジで大ボケな上に自己中心的なところもあり、ヒンシュクを買うことも多い。
食材を道具のように扱うことがあるが、ミトンに食べられてしまうこともしばしば。
抜群の運動神経を買われて複数の運動系クラブから誘われたが、すべて断っている。
好きな食べ物はドーナツ、れんこん、ちくわ、パイナップルなど穴の開いているもの。
得意な料理を活かし、クックルンのリーダーとして果敢に悪に立ち向かう一方で、誰とでもすぐに仲良くなりたがる性分もあって、怪人とまで友達になろうとする場面が多々ある。
転入生のアオイとも、すぐに友達になりたいと申し出るも、性格が合わないことを理由に何度も突き放される。そのうち遂に心が折れ泣き出してしまうが、アオイが友達を作らない本当の理由を知った時、「一緒にいるだけが友達じゃない！」と一喝したのをきっかけに関係が好転し始める。
料理以外に工作も得意で、ミトンが乗ってきた宇宙船を勝手に炊飯器に改造してしまっていた。
お笑いクラブに所属しているが、部員は彼女一人しかおらず、学校からは正式には部室も貰えていない。そこでアオイに入部して漫才の相方になって欲しいと持ち掛けたが、まったく相手にされなかった。そして遂にちくわぶ先生から、他に部員が集まらないようなら廃部にすると宣言されるが、事情を知ったアオイが入部したことで廃部を免れている。
4人のうち唯一、特殊能力が判明することなく最終回を迎えた。このため、全シリーズの初期戦士の中で唯一特殊能力を持っていないクックルンでもある。
アオイ
声・演 - NOA
イチゴとハッサクが通うふくたら小学校に、海外から転校してきた黒髪ロングの美少女。
アメリカでモデル経験もあり、英語も堪能なバイリンガル。しかしクールな性格で、自分とは性が合わないイチゴを「友達じゃない」と冷たく突き放している。クックルン変身時にクラスメイトからカメラを向けられた際は初めは嫌がるものの、モデル時代の癖でイチゴやハッサク以上にポーズやカメラ目線を決めてしまうなど、変にノリの良い一面もある。
イチゴたち姉弟とは違い、クックルンになったことに理不尽さを感じており、「クックルンになるとは一言も言ってない」と戦うことに消極的だった。ただ、料理に対しては満更でもない様子で、ミラクルキッチン内では素直にイチゴに倣って調理をこなしていく。
帰国子女のため箸使いが苦手。
父親は海外主張で世界中を飛び回っている。母親は日本でアオイと一緒に暮らしている。
父親の仕事の都合でこれまで転校が多く、仲良くなればなるほど別れが辛くなるからという理由で友達を作りたがらない。それを知ったイチゴに一喝されたことで救われ、それまでは「キミ」と呼んでいたイチゴのことを初めて「イチゴちゃん」と呼んだ。以来、イチゴとの関係は少しずつ回復し、クックルンとしても積極的に活動するようになっていく。
好きな食べ物はパセリで、初めて飼ったカエルの名前にするほど。嫌いな食べ物はトマト。
なぞなぞが得意で、ケイの出すクイズの正解率はかなり高い。
イチゴからのお笑いクラブへの勧誘をずっと断り続けていたが、廃部の危機を知り、イチゴを助けるために入部する。
カエルが大好きで家で10匹飼っている。アルパカが苦手。
身長は150cmあり、背が高いことをイチゴからうらやましがられるが、幼稚園児の頃からこの身長だったという。
最終回でアメリカへ引っ越すこととなり、イチゴたちに見送られて家族で旅立った。
ハッサク
声・演 - 外川燎
イチゴの弟で、ひょんなことから姉たちとともにクックルンに変身する。イチゴとともにふくたら小学校に通っている。名前の由来は柑橘のハッサクから。
性格は姉に似てノリが良く、時折姉弟でボケをかます。一方で、年頃の少年らしくクックルン＝ヒーローになれたことを素直に喜びつつも、ケイや怪人など年上の相手にはきちんと敬語を使う礼儀正しい面もある。
時としてイチゴを冷ややかな目で見てしまうこともあるが、基本的には姉思い。イチゴが所属するお笑いクラブが廃部の危機に瀕したときは、謎の転校生に扮し入部を希望することで姉を助けようとした。
幼いながらも様々な分野のオタク（現在分かっているのは、鉄道オタク、歌舞伎マニア、相撲ファン）で、マニアックな知識と優れた観察力の持ち主。それを活かしてイチゴとアオイを陰ながらサポートすることも多い。
ぽっとの気持ちを唯一彼だけが理解することが出来たことから、ぽっとのお世話係に決まった。
ミール
声・演 - 吉岡千波
依頼を受けて悪人を退治する宇宙のヒーローを名乗る少女。とある人物からの依頼でミトンを守るために地球に来たとのこと。オドオドした敬語で話し、重度のドジっ娘。胸元に星型の飾りが付いた黒っぽい長袖のワンピースを着ており、髪型は黒髪ボブで、両目は前髪で隠れている。
実はクックルンに変身でき、本人曰く、ずいぶん昔にクックルンをやっていて、本当は二度とクックルンには変身しないつもりだったという。その理由は、たとえヒーローでもどうにもできないことがあるという絶望感だった。
「力はないが道具を使うのが得意」とも語っており、道具を用いた強力な技が色々と使える。ミラクルキッチンに初登場した回の実写料理パートでは、マイ包丁を空間から取り出して使用した。物の修理も得意で、クヨッペンが壊してイラッキンに怒られたウルトラハイパー望遠鏡をクヨッペンに頼まれて修理した。
変身すると前髪で隠れていた両目が現れ、ハキハキとした口調になり性格も明るくなる。衣装は半袖のワンピースの上にエプロンとベレー帽、足元はタイツとショートブーツで、それぞれ黒が基調になっており、胸元には星型の飾りがそのまま付いている。衣装デザインは3人とは少々異なる。
クックルンの3人と一緒にスーパーまんぷくビームでグリーンピース怪人を倒した後、ミラクルスマホと充電器をイチゴに預け、ミトンの記憶を取り戻す料理を作るのに必要な3つの魔法のキッチン用品を集めるため、いったん宇宙へと戻っていった。
魔法のキッチン用品のうちのひとつ、マジカル蛇口を手に入れて地球へ戻ってきたときは、肝心のマジカル蛇口を途中で寄った星に忘れてきてしまったため取りに戻ったり、再度手に入れて戻ってきても、そのときクックルンの3人と戦っていたさやえんどう怪人を単なる袋と勘違いしてマジカル蛇口をさやの中に入れてしまうなど、おっちょこちょいぶりを存分に発揮して本人も落ち込んでいた。
記憶を取り戻したミトンにより、ミールの正体はキッチン道具星人が住むツール星の女王だと明かされる。ツール星は惑星衝突によって滅びようとしており、女王のミールはキッチン道具星人達を助けるため、地球移住計画を立てる。そのためには先住の地球人を全員滅ぼす必要があると考え、計画に反対するミトンは協力を拒み、地球へ逃げてきたとのこと。そのことをミトンに暴露されると、最強シックスを呼び出し、イチゴ達を裏切ってしまう。
ミトンの説得に失敗した後はツール星に戻り、キッチン道具星人たちとともに最期を迎えることを選ぶ。ツール星に駆けつけたクックルンとミトンを巻き込まむまいと地球に帰るよう促すが、最終的にはクックルン達と共闘する事を決意する。
キッチン戦隊クックルン（4代目）の2020年度64話でクヨヨが宇宙のヒーローガチャの景品としてミールのフィギュアを引き当てていた。
2021年度79話でミトンと共に声無しであったが再登場を果たし、クヨッペンによって送られたオムライスを食べていた。

### 協力者
ミトン
声 - 田中あいみ
UFOに乗って地球へやって来た、キッチン用具のミトンに手と顔を付けたような宇宙人。バッジのような不思議なアイテムで、イチゴ・アオイ・ハッサクをクックルンに変身させた張本人。語尾に「にぃ」は口癖。無邪気で人懐っこい性格。
地球へ来る途中、乗っていたUFOが空中で故障してしまい、地球に突っ込んだショックで記憶のほとんどを失ってしまう。3人にどんな宇宙人なのか聞かれても答えられず、自分の名前すら思い出せなかったため「ミトンに似ているからミトン」とイチゴが命名した。
3人が初めて変身した際には自身が持っていたアイテムで変身したにもかかわらず、アイテムの効果も忘れているような発言をしているが、先代クックルンのことは悪を倒して宇宙の平和を守った伝説のヒーローだと認識していた。また、様々な食材の知識は覚えており、ミラクルキッチン内ではクックルンからの質問にスラスラと答えている。
クックルンの3人が初めてまんぷくビームを放ったとたん、新しいクックルンを誕生させるために地球に来たことを思い出した。
イチゴに連れられて学校へ行った回では、コゲオとしもふりに正体がバレそうになるが、「アメリカでは珍しくない動物」というアオイの咄嗟のごまかしにより難を逃れた。
ミトンが乗ってきた宇宙船にはメッセージの送受信機能があり、残されていた2件のメッセージからミトンの本名が奇しくも本当にミトンだったことがわかった。
イラッキンとクヨッペンの会話によれば、ミトンには懸賞金がかけられており、数々の宇宙人がミトンを狙って地球へやってくるらしい。
ミトンの記憶は「記憶を取り戻す料理」を食べれば戻るが、その料理を作るためには宇宙に散らばった3つのキッチン用品が必要で、記憶が戻ればミトンが狙われている理由もわかるらしい。
集められたキッチン用品により完成した、記憶を取り戻す料理「ミラクルおだんご」を食べて一ヶ月間の眠りについた。ミール曰く、目覚めたときには記憶が蘇っているはずとのこと。
眠りから覚めたあと、ついにミトンの過去と地球に来た理由が明かされた。ミトンとミールは子供の頃からの友達だったが、ミトンの持つ力を利用して地球人を滅ぼそうとするミールから逃げて地球に来たとのこと。
クックルン、ダークイーターズとともに故郷であるツール星に戻り、悲観的になっていたミールを懸命に説得して立ち直らせ、そのミールとともにクックルンのさらなるパワーアップ、惑星の破壊に貢献した。すべてが終わった後は、ツール星に残ることを選んだ。
2021年度79話でミールと共に声無しであったが再登場を果たし、クヨッペンによって送られたオムライスを食べていた。
ケイ
演 - 渋谷圭亮
ミラクルキッチンの番人で、クックルンの手助けをする美青年。紺色の上着に黄色いズボンを身につけており、クックルン全員に対し敬語で話す。ミラクルキッチンにやってきたクックルンの3人に「ここで料理をして、それを食べることでパワーチャージして怪人と戦う」というクックルンの使命について教えた。ミトンとの関係は不明。
料理の最中に踊り出したり、ダジャレを連発したりと大活躍するが、スベることも。クックルンの中で特にハッサクを気に入っている。ミラクルキッチン内でしか会えないため、ミラクルキッチンが出ない回には出番がないことも。番組の最後の、その日の食材のちょっとした知識をケイが教えてくれるコーナーで、その聞き役をハッサクが担当している。
2015年度89話では「ミラクルイリュージョン」という技で服のボタンを胡椒に変化させ、それを撒いて初めて怪人を攻撃した。にんにく怪人がミラクルキッチン内に侵入してきた際は別のボタンをレモンに変化させ、それを怪人の目に絞りかけて攻撃した。怪獣の中でミラクルレシピノートを使った回ではミラクルキッチンが壊れそうになり、2つのボタンを餅に変化させて壁のヒビを埋めた。
マグマの上でミラクルレシピノートを使った回では「ケイ・ファイナルミラクルイリュージョン」という技を披露。その時点で残っていた4つのボタンすべてを氷へと変化させ、ミラクルキッチンとクックルンを炎から守った。その際は消滅したかのような演出がなされたが、実際にはパワーを使い果たしたために一時的に姿が見えなくなっているだけであることが最終話で判明した。
ぽっと
声 - 宮田幸季
オレンジ怪人の下で台として使われていた鉢の宇宙人。オレンジ怪人がまんぷくビームで倒されたあと取り残された。言葉を話すことはできなかったが、ハッサクの通訳により、無理やり連れて来られて協力させられていただけで悪い宇宙人ではないとわかり、クックルン達の仲間に加わることになった。「ぽぽぽ」という声からイチゴが命名した。
最初は「ぽぽぽ」としか声を発さないが、次第に言葉を話せるようになっていく。
頭の上は鉢状になっており、水を溜めたり土を入れたりすることができる。何かしら植えられていないと寂しいというぽっとのために、ハッサクがお世話係となって野菜などを育てる「ぽっとdeそだてよう」のコーナーが新設された。

### その他の登場人物
ちくわぶ先生
声 - 酒巻光宏
ふくたら小学校の教師でイチゴとアオイのクラスの担任。メガネをかけていて唇が厚く、イチゴに妖怪と間違われたことも。たまに英語をしゃべったり女性的な口調で話したりする。週に一度ちくわぶチャレンジという課題をクラスの児童に出している。
しもふり
声 - 新田早規
イチゴとアオイのクラスメイト。大食いで太っており、運動が苦手。のんびりとした性格でコゲオとつるむことが多い。語尾は「～っす」。
家は周りが引くぐらいの金持ちで、村の道路や学校もしもふりの父親からの寄付で作られたらしい。また、庭にはドーム型のサッカー場があり、その隣には水族館が二つある。父親は姫路城が大好きで、姫路城にそっくりの別荘を建てており、本物と間違えたちくわぶ先生が遠足で児童を連れて見学に来てしまったことも。
自分と性格がそっくりな「イヌ」という名前の犬を飼っている。
父親はシモフリボウルというボウリング場も経営しており、そこへクックルンの3人と一緒に遊びに来たミールに一目惚れしてしまう。すぐに交際を申し込み、断られるも諦めていない様子。
学級委員に10回連続で選ばれているが、これは人望があるのではなく父親の財力によるもの。だが本人は気にしていない。
コゲオ
声 - 森千晃
イチゴとアオイのクラスメイト。イチゴのことをからかったりツッコミを入れたりする。
牛乳が嫌いで給食ではいつも苦労しており、しもふりに飲ませてさも自分が飲んだように見せかけたことも。だがイチゴの告げ口によりちくわぶ先生に叱られた。
八田作造
丘の上にある牧場を経営しているおじさん。名前を略して八作（はっさく）と呼ばれている。乳搾りが得意。
ウニ蔵
ハッサクの友達の歌舞伎役者。常に隈取りメイクで見得を切っているため、アオイには変人扱いされているが、イチゴとハッサクはかっこいいと思っている。新しい物に目が無い。夏はプールで監視員のアルバイトをしているが、泳ぎは得意でない。また、バイトは10個掛け持ちしている。
初恋の女性と待ち合わせて30年ぶりに再会するが、「思ってたのと違う」と逃げられてしまった。その後、牛ひき肉怪人のヒキオに振られた豚ひき肉怪人のヒキコと、互いに一目惚れしてしまう。
マタナイコ・デラックス
地球で大人気のタレントだと部下から聞かされたクヨッペンが憧れて髪型や服装を真似し、クヨコ・デラックスを名乗るが、イラッキンにはまったく相手にされなかった。
ドゲザイル
歌とダンスが上手い人気グループ。何かあるとすぐに土下座して謝る。アオイはこのドゲザイルのファンで、傾向が似ているこしあん怪人に優しくされて赤面してしまった。アオイ、イチゴ、ハッサクの3人でドゲザイルのライブへ行ったとき、アオイはドゲザイルグッズを買い込んで喜んでいた。
三代目ヒゲソールブラザーズ
アオイがファンのグループ。アオイ曰く、ライブ中に髭を剃るのが超カッコイイとのこと。
キノコスペラーズ
声 - ゴスペラーズ

### 作品外からのゲスト出演者
アンガールズ田中
声 - 田中卓志
イチゴが世界で一番尊敬しているお笑い芸人。イチゴ曰く、背が高くてかっこよくて面白いとのことだが、お笑いショーに来た他の観客やペコハラ村の住人、そしてアオイからは嫌われている。バニラエッセンス怪人も田中のことを気持ち悪がり、クックルンと戦わずに逃げてしまった。

### 初代クックルン
伝説のクックルンと言われている3人。2015年度87話ではクミンが声のみの出演だったが、2015年度88〜90話でアニメパート、実写パートで3人ともに登場。2016年度4話のアニメパートでも3人が登場し、ふくたら村へ行こうとして間違えてペコハラ村へ来てしまったクヨッペンと再会する。前作での詳細はキッチン戦隊クックルン（初代）を参照。
リンゴ
声・演 - 田口乙葉
三姉弟の一番上の長女。必殺技「ミラクルダブルニュートン」で、一度に二本の木から二個のりんごを落として二体の怪人を足止めした。
セージ
声・演 - 中尾壮位
三姉弟の真ん中の長男。ハッサクと一緒にダイドコロジーZで変身し、ブラックフーズと戦った。
クミン
声・演 - 幸田雛子
三姉弟の末っ子の次女。イケメンなうえにギャグまでできるということでケイが気に入ったらしい。

#### ペコハラ村の住人
前作での詳細は登場人物を参照。
はんぺん山
声 - 井上尚
前作にも登場した力士。さらわれたミトンを探すためにペコハラ村に来たクックルン達3人と知り合いになる。ウニ蔵とは幼馴染。
大将
前作にも登場した「し〜す〜寿司」という寿司屋の大将。カニ怪人の攻撃を受け、両手がカニのハサミになってしまい「もう寿司が握れない」と泣き出した。
デガラシ
声 - 新田早規
前作にも登場したリンゴの同級生。リンゴに呼び出され、ヘリコプターで怪人を追いかけるのに協力させられた。クックルンのファンで、6人のクックルンに会えたうえにイチゴからマカロニで作った眼鏡をもらって感激していた。

## クックルンについて
今作ではパワーアップスタイルという二段階変身が採用されている。

### 変身時の名乗りのセリフ
変身時はイチゴ、アオイ、ハッサク、ミールの順で各人で下記のセリフを名乗る。
- イチゴ：「ミラクルエプロン装着！ラブリーピンク！私はイチゴ！」
- アオイ：「ミラクルエプロン装着！クールなブルー！私はアオイ！」
- ハッサク：「ミラクルエプロン装着！かがやくイエロー！ぼくはハッサク！」
- ミール：「ミラクルエプロン装着！謎めくブラック！私はミール！」

各人の名乗りが終わると、全員で「笑顔のレシピでパワーアップ！キッチン戦隊クックルン！」と言う。
2015年度90話でのパワーアップ後の変身時はイチゴ、アオイ、ハッサクの順で各人で下記のセリフを名乗る。
- イチゴ：「キッチンツール装填！ラブリーピンク！私はイチゴ！」
- アオイ：「キッチンツール装填！クールなブルー！私はアオイ！」
- ハッサク：「キッチンツール装填！かがやくイエロー！ぼくはハッサク！」

各人の名乗りが終わると、全員で「三つの力でパワーアップ！キッチン戦隊クックルン！」と言う。

### 外見
変身後の服装は、イチゴとアオイはそれぞれのパーソナルカラーの半袖、ミニスカートのワンピースの上にミラクルエプロンを付け、左右両側にリボンの付いたベレー帽を被っている。ハッサクはつば付きキャップにパーソナルカラーの半袖シャツと半ズボン。イチゴは白タイツ、アオイとハッサクは黒タイツで、3人ともショートブーツを履いている。ミラクルエプロンはイチゴとハッサクはチェック柄だが、アオイは白でポケットと飾り部分がチェック柄になっている（以下の記述はいずれもイチゴ、アオイ、ハッサクの順）。
2015年度90話でのパワーアップ後の服装は、イチゴは膝までのワンピースタイプのドレスと白い長手袋で頭には王冠、アオイはロングタイプのドレスと白い長手袋で頭にはティアラ、ハッサクは騎士の鎧風と黒い長手袋で頭にはコック帽と水中眼鏡になった。
2016年度65話でのパワーアップ後は服装はそのままだが、イチゴは王冠が無くなりポニーテールにピンクの大きなリボン、アオイはティアラが無くなりツインテールで両側に薄紫色のリボン、ハッサクはコック帽が無くなり水中眼鏡の両側に羽根飾りが付いた。
- パーソナルカラーはそれぞれピンク、ブルー、イエローで、各人の服やミラクルエプロンはこれらパーソナルカラーになっている。
- シンボルマークはそれぞれハート、逆さハート、雫形で、胸にこのマークがついている。2015年度90話でのパワーアップ後も胸に同じマークが付いているが、マークの真ん中に星の模様が付いた。2016年度65話でのパワーアップ後には、星の模様が二つになり、2016年度84話でのパワーアップ後では、星の模様が三つになった。
- 初代と異なりコスチュームからプロテクター的なモチーフが無くなり、エプロンを主体とした、現実の子供服により近いものになった。

### 必殺技
クックルンの必殺技
まんぷくビーム
ミラクルキッチンでパワーチャージすることで放てる。ミトンによれば「怪人を宇宙の遠くまで吹き飛ばすことが出来る、めちゃんこ強い技」らしい。
スーパーまんぷくビーム
先代クックルンであるセージとクミンを加えた5人で放った強化版のまんぷくビーム。また、ミールと4人で放ったこともある。
まんぷくスプラッシュ
3人のパワーエレメントが溜まり、パワーアップ変身をした後で放った、さらなる強化版のまんぷくビーム。後に再度パワーエレメントが溜まって使えるようになった。ミラクルキッチンツールの力を使い、「ミラクルホイッパー！」（イチゴ）「ミラクルカトラリー！」（アオイ）「ミラクルターナー！」（ハッサク）「三つのパワーでミラクルチャージ！」（3人）という掛け声で発動する。ちなみに放った後はパワーアップした状態から元のクックルンに戻る。
個人の必殺技
クックルンは各人固有の必殺技を持っている。突然閃いたり、ミトンが思い出して教えてくれることで習得していく。2016年度から登場したミールの技もここに記載する。なお、イチゴの必殺技は最終話まで発現しなかった。
アオイの必殺技
クックルンフラッシュ
胸のシンボルマークに両手を当てて放つと光が出て、敵の目を眩ませることが出来る。ハッサクのピンチ時に使用した。どうやって出したのかというイチゴの問いに対し「助けなきゃと思ったら自然と出た」と答えている。
ハッサクの必殺技
ダイドコロジーZ
「変われ、自分！」と叫ぶことで台所用品に変身出来る技。ミトンが最初はイチゴに叫ばせたが何も起こらず、ハッサクに叫ばせたら成功した。
ミールの必殺技
ミラクルシャッター
ミラクルスマホのカメラ機能を使い、任意の空間の時間を止める。
ミラクルテレフォン
ミラクルスマホで電話をかけて助っ人を呼ぶ。1回の電話につき1人の助っ人を呼べるが、あまり長時間は呼び出しておけない。助っ人が他の依頼で不在のこともあり、必ず希望の助っ人が呼べるとは限らない。
ミラクルトングスラッシュ
トングを投げて攻撃する。

### 重要な設定
本作のストーリーを把握するのに必須な設定として下記のものがある。
魔法の石
ミトンが3人をクックルンへと変身させたアイテム。イチゴはピンク色のハート、アオイは青色の逆さハート、ハッサクは黄色の雫型でバッジのようになっており、3人とも普段着のときは左袖に付けているが、変身後は胸に飾られている。「ツール星にあったクックルンを生み出せる魔法の石」とのこと。
ミラクルレシピノート
ミトンが持っているノート。開くことでミラクルキッチンへ行くことができる。不思議なことが起こると光り、食材や料理のことを教えてくれたりする。ミトン不在時にはハッサクが代わりに「ミラクルレシピ、オープン」の台詞とともに開いた。
ミラクルキッチン
ミトンがミラクルレシピノートを開き、そこへ吸い込まれることで行けるキッチン。クックルンの3人だけでなく、ミトンも吸い込まれて一緒に行くことが可能。クックルンたちはここで料理をし、パワーチャージする。
ミラクルキッチンツール
パワーアップ後に3人が使えるようになったツール。イチゴは「ミラクルホイッパー」、アオイは「ミラクルカトラリー」、ハッサクは「ミラクルターナー」で、それぞれ泡だて器、スプーン、フライ返しがモチーフになっている。
ミラクルスマホ
ミールが持っているスマートフォン型の道具で、様々な強力な技を使うことが可能。ミールが地球にいない間はイチゴに預けられている。使用には充電が必要で、バッテリーが切れると充電には丸一日かかってしまう。
記憶を取り戻す料理
ミトンがこれを食べれば失くした記憶がすべて戻ると言われている料理。作るためには後述の3つの「魔法のキッチン用品」が必要となる。
魔法のキッチン用品
全部で3種類あり、宇宙に散らばってしまっているが、どこにあるかはミールが把握しているとのことで、ミールが自分の小型UFOで集めて回っている。
1つ目は「マジカル蛇口」、2つ目は「ワンダー五徳」、3つ目は「ドリーム天板」。無事に3つが揃い、記憶を取り戻す料理である「ミラクルおだんご」がミールの手によって作られた。

### 正体について
前作と同じく、クックルンは変身後も素顔丸出しな上、本名で呼び合っているにもかかわらず周囲の人はクックルンの正体に気がついていない。イチゴは自分がヒーローになったことをクラスメイトなどに自慢したがっており、ハッサクも姉に賛同しているが、アオイは自分がクックルンになったということを絶対に周りに知られたくないと言い張り、ミトンも「（正体をばらさない方が）謎のヒーローみたいでかっこいい」と言うため、3人とミトンだけの秘密にしようということになった。しかしペコハラ村へ行った際は、そこで知り合ったはんぺん山の目の前で堂々と変身しており、元々の知人でなければ平気という認識らしい。

#### 初代クックルンについて
イチゴたち3人は初代クックルンのことを知らなかったが、ミトンから「悪を倒して宇宙の平和を守った伝説のヒーロー」と聞かされる。その後、学校に怪人が現れた際、クックルンの3人を見たクラスメイトが「前に地球を救ったヒーローだ」と話していることから、初代クックルンは知る人ぞ知る存在である模様。なお、ダークイーターズは今回のクックルンが以前戦った3人とは違う、新しいクックルンであるということは認識している。

## 作中用語
ふくたら村
クックルンの3人が住む村。
ふくたら小学校
クックルンの3人が通う小学校。
ツール星
キッチン道具星人が暮らす星。ミトンとミールの故郷でもある。ミール以外のキッチン道具星人や建造物は、食器や調理器具を模した姿をしている。
ハングリー・アングリー
怪人が一度やられた際、イラッキンが「ったく何やってんのよ、ハングリー・アングリー」と叫んで宇宙船からビームを放ち、怪人を復活・巨大化させるのが前作と同様に通例である。
怪人オーディション
ダークイーターズがうオーディションで、地球にイタズラに行かせる怪人を決める。ダークソーサー内で行う。オーディションを受ける怪人は一般公募公募のものが大半である。審査はクヨッペンが行い、部下も一人審査に付き添う。
イチゴのちょこっとミラクルポイント
クックルンがミラクルキッチンで料理を作る時に、料理のポイントをイチゴが教えてくれる。
アオイのみためもデリシャスポイント
クックルンがミラクルキッチンで料理を作る時に、料理の見た目を美しくするコツをアオイが教えてくれる。
ぱにゃにゃんだー
誰かを応援するときの合言葉。どこかの国の言葉で意味は「がんばって」だとコゲオがミトンに説明した。イチゴのクラスでは全員で応援の時にポーズを付けながらこれを言うので、アオイも一緒にやるようにイチゴから誘われていた。
お笑いクラブ
イチゴが所属するクラブ。部員がイチゴ一人しかいないため一時は廃部の危機に陥ったが、アオイが入部したことで免れている。主な活動内容は漫才。正式に部室を貰えてはおらず、イチゴが自分で橋の下に作った。部室の壁にはお笑い芸人のポスターが貼られている。

## 放送内容について

### 各曜日の放送
- 月曜から水曜：前述のように戦隊もののストーリーを絡めながら料理の作り方を紹介していく。
- 木曜：アニメパートと、農園などの料理関連の施設を見学に行く「ゴー！ゴー！ ほうかご調査隊」と、ぽっとで食物を育てる「ぽっとdeそだてよう」のどちらかの実写パートの放送をしている。
- 金曜：「オールデイ、ミラクルキッチン」の名称で、視聴者からの質問コーナーなどを実写で放送している。

### 各種コーナー

#### 木曜日
木曜日は以下の実写コーナーを放送する。
ゴー！ゴー！ほうかご調査隊
農園などの料理関連の施設を見学にいくコーナー。服装はミラクルエプロンではなく、紺の揃いのベレー帽に、各人のパーソナルカラーの襟付き七分袖シャツ、イチゴとアオイは紺のキュロットスカート、ハッサクは半ズボンとなる。畑仕事をするときなどは、3人ともえんじ色のジャージに着替える。
ミトンもこのコーナーではアニメ合成ではなく、実写のぬいぐるみで登場し、イチゴの腕にくっつく形で一緒に付いて行く。
基本的にはイチゴ、アオイ、ハッサク、ミトンの4人で調査するが、2015年度にはイチゴ、ハッサク、ミトンの3人で調査した回もある。各調査のナレーションはメンバー持ち回りで行う。
2016年度から服装がリニューアルされ、3人ともパーソナルカラーを基調とした、ストライプ柄のジャケット付きベストスーツになった。イチゴとアオイはスカート、ハッサクは半ズボンで、胸元には紺のネクタイ。足元は黒のハイソックスと茶色のローファー。帽子は無し。畑仕事をするときなどは、2015年度と同じジャージ姿になる。
ぽっとdeそだてよう
ハッサクがぽっとと一緒に出演。ぽっとの頭の上の鉢を使って野菜を育てるコーナー。料理に使った野菜の残りの捨ててしまう部分を育てたり、種から育てたりする。初回はキャベツの芯を水栽培してキャベツの葉を収穫した。なお、ここでのぽっとはアニメ合成ではなく実写の植木鉢で登場する。

#### 金曜日
金曜日は基本的に「オールデイ、ミラクルキッチン」としてすべて実写での放送となるが、木曜の内容である「ゴー！ゴー！ほうかご調査隊」のスペシャル回や、「ぽっとdeそだてよう」になることもある。
クックルンチャレンジ！
食べ物の新しい魅力を発見するコーナー。ケイが食にまつわる面白い知識をクックルンの3人に教えてくれる。
アズキチャレンジ
視聴者参加型のコーナー。箸で小豆をつまんで皿から皿へ20秒以内に何個移せるかを競う。初回はクックルンの3人が挑戦し、次回から視聴者から寄せられた挑戦VTRを流すようになった。
クックルン！スリービンゴーズ！
2015年度21話の「おいしいたのしい、ぼうけんスペシャル」から始まった企画。様々な食材を集めたり、料理を作ってそれぞれのパワーエレメントを手に入れるのが目的。エレメントは3種類あり、肉、魚、たまご、ミルク、豆類、海藻など、体を作るパワーの「あかのパワーエレメント」、ごはん、パン、砂糖、油など、体を動かすパワーの「きいろのパワーエレメント」、野菜、果物、きのこなど、体の調子を整えるパワーの「みどりのパワーエレメント」に分かれている。スリービンゴーズでポイントを貯めると、3人はパワーアップ変身ができるようになる。
つよい怪人一次オーディション
クヨッペンが行う怪人オーディションのための予選審査。最終審査と同じく、オーディションに参加する怪人は3人で視聴者公募のもの。審査はダークイーターズの部下3人が行い、これに受かった怪人は後日、火曜日の怪人オーディションに出られる。このコーナーだけはアニメ映像。
おしえてクックルン
視聴者から寄せられた疑問・質問にクックルンが答える。
はっけんみんなの怪人大図鑑
視聴者が考えた怪人の絵葉書を紹介。

### マンゴーエージェンシー編
2016年3月30日〜4月1日に放送された特別編。
イチゴ、アオイ、ハッサクの3人はクックルンではなく、秘密組織マンゴーエージェンシーのエージェントという設定。
マンゴー
演 - 木野花
普段は駄菓子屋マンゴーの店主だが、実は秘密組織マンゴーエージェンシーの所長。3人に不思議なアイテムを授けた謎の人物。
坂田
演 - 吉村界人
ニンジンが大の苦手で、彼女のさやかが作るキャロットケーキを食べられるようになりたいとマンゴーエージェンシーに依頼してきた青年。
さやか
演 - 清水葉月
坂田の彼女。
佐藤
演 - 安藤聖
母親が残したけんちん汁のレシピ通りに作ってもその通りにならない謎を解いて欲しいとマンゴーエージェンシーに依頼してきた女性。
ハナ
演 - クノ真季子
アオイの母親。
チョコの田中先輩
演 - 井上稀翔
チョコレートマニアの高校生。イタリアの有名なチョコレートメーカーであるジョバンニ・マルコのチョコレートが特に好き。
いつき
演 - 田中マナ
イチゴの友達。田中先輩にジョバンニ・マルコのチョコレートを自分で作って告白したいとマンゴーエージェンシーに依頼してきた。

## 主題歌
オープニングテーマ「ゴー！ゴー！キッチン戦隊クックルン」
作詞、作曲 - 得能律郎 / 歌 - 牧野羽咲、NOA、外川燎
エンディングテーマ「負けるな！ふんばれ！クヨッペン」
作詞 - 竹村武司 / 作曲 - 福井洋介 / 歌 - 皆川猿時、七緒はるひ
エンディングテーマ「イラッキン愛のバラード」
作詞 - 竹村武司 / 作曲 - 佐藤泰将 / 歌 - 七緒はるひ、皆川猿時
エンディングテーマ「哀愁のクックルン」
作詞 - 本田水奈子 / 作曲 - 得能律郎 / 歌 - 外川燎

## 各話リスト
表について
- 週：年度内での放送週の通番。
- 話：年度内での放送回の通番。
- 初回放送日：放送が初めてされたと確認できた日。
- サブタイトル：NHK 番組表 やEPGに準ずる。ただし、初放送日と再放送で異なる場合、基本的に初放送時のサブタイトルを記載。なお、番組内でタイトルを言ったり、表記されることはない[注 32]。
- 怪人・テーマ食材・コーナー内容：番組に準ずる。
- 料理名：公式サイト に掲載されたものに準ずる。
- 挿入歌：番組内で披露される歌。太字は初出のもの。
- ED：エンディングテーマ。太字は初出のもの。「負けるな！ふんばれ！クヨッペン」を「A」、「イラッキン愛のバラード」を「B」、「ミトンのえかきうた」を「C」、「哀愁のクックルン」を「Ｄ」と表記している。

### 2015年度
| 週 | 話 | 初回放送日     | サブタイトル                              | 怪人                                                                                      | テーマ食材               | 料理名・コーナー内容                                                                        | 挿入歌                                    | ED |
| -- | -- | -------------- | ----------------------------------------- | ----------------------------------------------------------------------------------------- | ------------------------ | ------------------------------------------------------------------------------------------- | ----------------------------------------- | -- |
| 01 | 01 | 2015年 3月30日 | 新しいクックルン、はじめました            | キャッ！ベツ男                                                                            | -                        | -                                                                                           | -                                         | -  |
| 01 | 02 | 3月31日        | 新しいクックルンの誕生です                | キャッ！ベツ男                                                                            | キャベツ                 | やわらかキャベツのヨーグルトマヨサラダ                                                      | ゴー！ゴー！キッチン戦隊クックルン        | -  |
| 01 | 03 | 4月1日         | ジャガイモ怪人あらわる！                  | ジャガジャガー                                                                            | じゃがいも               | モッチモチポテト                                                                            | ゴー！ゴー！キッチン戦隊クックルン        | -  |
| 01 | 04 | 4月2日         | 再びダークイーターズです。                | -                                                                                         | -                        | -                                                                                           | -                                         | A  |
| 01 | 05 | 4月3日         | オールデイ、ミラクルキッチン              | -                                                                                         | -                        | -                                                                                           | ゴー！ゴー！キッチン戦隊クックルン        | A  |
| 02 | 06 | 4月6日         | 卵怪人をやっつけろ                        | タマゴーン                                                                                | 食パン                   | ふわふわフレンチトースト                                                                    | ゆかいなミラクルキッチン                  | -  |
| 02 | 07 | 4月7日         | 牛乳アイドル怪人と乳しぼり対決            | ハッチーミツミツ あっかんベーコン ホワイトミルキッス （採用）                             | ぎゅうにゅう             | つぶつぶコーンクリームスープ                                                                | ゆかいなミラクルキッチン                  | -  |
| 02 | 08 | 4月8日         | ヨーグルト怪人と満員電車早抜け対決        | ヨーグル父さん                                                                            | ヨーグルト               | つぶつぶフルーツヨーグルトドリンク                                                          | ゆかいなミラクルキッチン                  | -  |
| 02 | 09 | 4月9日         | ハッサク、必殺技をおぼえる                | -                                                                                         | -                        | ゴー！ゴー！ほうかご調査隊 いちご農家見学                                                   | -                                         | A  |
| 02 | 10 | 4月10日        | オールデイ、ミラクルキッチン              | -                                                                                         | -                        | -                                                                                           | ゴー！ゴー！キッチン戦隊クックルン        | A  |
| 03 | 11 | 4月27日        | きゅうり怪人ととんち対決                  | いっきゅうりさん                                                                          | ハム                     | ミニケーキサンドイッチ                                                                      | ゴーゴー！レッツゴー！クックルン          | A  |
| 03 | 12 | 4月28日        | ずっと泣いてるたまねぎ怪人あらわる！      | とうふせんぱい タマネギージン （採用） こんにゃくおに                                     | たまねぎ                 | さけとたまねぎのマヨホイル焼き                                                              | ゴーゴー！レッツゴー！クックルン          | A  |
| 03 | 13 | 4月29日        | オレンジ怪人の足もとにナゾの生物          | 踊る！オレンジイサン ぽっと                                                               | オレンジ                 | フルーツたっぷり2色ゼリー                                                                   | ゆかいなミラクルキッチン                  | A  |
| 03 | 14 | 4月30日        | イチゴの気持ち、アオイの気持ち            | -                                                                                         | -                        | ぽっとdeそだてよう キャベツの葉を乗せたコンソメスープ                                       | -                                         | A  |
| 03 | 15 | 5月1日         | オールデイミラクルキッチン                | -                                                                                         | -                        | -                                                                                           | -                                         | A  |
| 04 | 16 | 5月4日         | ベビーリーフ怪人を泣きやませろ            | バビブベビー                                                                              | たまご                   | カレーマヨソースのポーチドエッグサラダ                                                      | ゆかいなミラクルキッチン                  | A  |
| 04 | 17 | 5月5日         | どすこい！塩投げ怪人あらわる              | ヨコヅナ・アゲポヨ （採用） スイカーン ドリアン王子                                       | ほうれんそう             | ほうれんそうのカラフルソテー                                                                | ゴーゴー！レッツゴー！クックルン          | A  |
| 04 | 18 | 5月6日         | アゲアゲ〜！厚揚げギャル怪人あらわる      | アゲアゲギャル                                                                            | あつあげ                 | あつあつ！あつあげマーボー丼                                                                | ゆかいなミラクルキッチン                  | A  |
| 04 | 19 | 5月7日         | ともだちってなに？                        | -                                                                                         | -                        | ゴー！ゴー！ほうかご調査隊 豆腐作り                                                         | -                                         | A  |
| 04 | 20 | 5月8日         | オールデイミラクルキッチン                | -                                                                                         | -                        | -                                                                                           | -                                         | A  |
| 05 | 21 | 5月25日        | おいしいたのしい、ぼうけんスペシャル (1)  | -                                                                                         | -                        | 釣り                                                                                        | -                                         | -  |
| 05 | 22 | 5月26日        | おいしいたのしい、ぼうけんスペシャル (2)  | -                                                                                         | -                        | 硝子の皿づくり ぱんぱかパンカップ                                                           | ゆかいなミラクルキッチン                  | A  |
| 05 | 23 | 5月27日        | おいしいたのしい、ぼうけんスペシャル (3)  | -                                                                                         | -                        | クックルンオシチョミグランプリ                                                              | -                                         | A  |
| 05 | 24 | 5月28日        | おいしいたのしい、ぼうけんスペシャル (4)  | うなギッキッキ                                                                            | -                        | カラフルイタリアンサラダ もりもりシーサーサラダ しゃきしゃきシャッキリサラダ ジャーフルポン | ゆかいなミラクルキッチン                  | A  |
| 05 | 25 | 5月29日        | おいしいたのしい、ぼうけんスペシャル (5)  | たこやき3きょうだい たこやっきん かたたこ                                                 | -                        | -                                                                                           | ゴーゴー！レッツゴー！クックルン          | A  |
| 06 | 26 | 6月29日        | 泳げ！マグロ怪人                          | ブラックマグロール                                                                        | トマト                   | マグロとトマトのまっかっか丼                                                                | ゴーゴー！レッツゴー！クックルン          | A  |
| 06 | 27 | 6月30日        | 大丈夫か!?枝豆怪人がもめてるぞ            | エダマメーンスリー （リーダー、サブリーダー、紅一点）                                     | えだまめ                 | ハワイアン・ガーリックえだまめ                                                              | ゆかいなミラクルキッチン                  | A  |
| 06 | 28 | 7月1日         | 大丈夫か!?インゲン怪人ももめてるぞ        | インゲンファイブ （キャプテン、副キャプテン2人、新人2人） エダマメーンスリー （リーダー） | さやいんげん             | いんげんのビーフロール                                                                      | ゴーゴー！レッツゴー！クックルン          | A  |
| 06 | 29 | 7月2日         | クヨッペン、警察官になる                  | -                                                                                         | -                        | -                                                                                           | -                                         | B  |
| 06 | 30 | 7月3日         | ほうかご調査隊スペシャル お茶のヒミツ     | -                                                                                         | -                        | お茶が出来るまで                                                                            | -                                         | A  |
| 07 | 31 | 7月6日         | きゅうり怪人とアオイ なぞなぞ対決         | いっきゅうりさん イッキュウリさんダーボZ                                                  | とりささみ               | バンバン★バンバンジー                                                                       | ゴーゴー！レッツゴー！クックルン          | A  |
| 07 | 32 | 7月7日         | スクイーザー怪人のしぼりたてジュース      | ナンデモシボルン                                                                          | グレープフルーツ         | ごろごろ！ひんやり！グレープフルーツゼリー                                                  | ゆかいなミラクルキッチン                  | A  |
| 07 | 33 | 7月8日         | ヤングコーン怪人の反抗期                  | スットコドッコーン 3年C組コーンパチ先生                                                   | トマト きゅうり パプリカ | ひんやり夏やさいスープ                                                                      | ゆかいなミラクルキッチン                  | A  |
| 07 | 34 | 7月9日         | クヨッペン、プールの監視員になる          | -                                                                                         | -                        | ゴー！ゴー！ほうかご調査隊 きれいなもようの"あめ"はどうやってできる？                       | -                                         | A  |
| 07 | 35 | 7月10日        | ぽっとdeそだてよう！シャキシャキやさい    | さくらぼぼん ホットライオン メロたろう                                                    | -                        | ぽっとdeそだてよう ブロッコリースプラウトのオープンサンド                                   | ゆかいなミラクルキッチン                  | B  |
| 08 | 36 | 7月27日        | ハチミツ怪人からのちょうせんじょう        | ハニーおじさん（ハニー王子）                                                              | ひき肉                   | えだまめコロコロキーマカレー                                                                | ゴーゴー！レッツゴー！クックルン          | A  |
| 08 | 37 | 7月28日        | ギョーザ怪人、ハグ会を開く                | チャン・ギョザン                                                                          | にら                     | スタミナまんてんぎょうざ                                                                    | ゆかいなミラクルキッチン                  | A  |
| 08 | 38 | 7月29日        | ヒョロヒョロのもやし怪人、あらわる        | モヤシーヌ王子 モヤシーヌ13世                                                             | もやし                   | ひやしごまだれラーメン                                                                      | ゴーゴー！レッツゴー！クックルン          | A  |
| 08 | 39 | 7月30日        | だれか、お笑いクラブに入ってください！    | -                                                                                         | -                        | ゴー！ゴー！ほうかご調査隊 とうもろこしの「ヒゲ」って、いったいなに？                       | -                                         | A  |
| 08 | 40 | 7月31日        | ざいりょうを当てよう！中国料理クイズ      | -                                                                                         | -                        | -                                                                                           | ミトンのえかきうた                        | A  |
| 09 | 41 | 8月31日        | キャンプスペシャル(1) アウトドア          | -                                                                                         | -                        | キャラメルポップコーン                                                                      | -                                         | -  |
| 09 | 42 | 9月1日         | キャンプスペシャル(2) 海へしゅっぱつ！    | -                                                                                         | -                        | イカスミパスタ                                                                              | -                                         | -  |
| 09 | 43 | 9月2日         | キャンプスペシャル(3) さかな料理          | -                                                                                         | -                        | アクアパッツァ                                                                              | ゆかいなミラクルキッチン                  | -  |
| 09 | 44 | 9月3日         | キャンプスペシャル(4) 野菜たっぷり        | -                                                                                         | -                        | ローストチキン&カラフルドリンク                                                             | -                                         | -  |
| 09 | 45 | 9月4日         | キャンプスペシャル(5) スイーツ            | -                                                                                         | -                        | スイカのフルーツポンチ&カナッペ                                                             | ゴーゴー！レッツゴー！クックルン          | B  |
| 10 | 46 | 9月28日        | にんじん忍者の忍法でござる！              | ニンジャジン                                                                              | にんじん                 | にんじんたっぷりたきこみごはん                                                              | みんないっしょにぱにゃにゃんだー！        | A  |
| 10 | 47 | 9月29日        | みそ怪人と旗あげゲーム対決！              | ホットライオン メロたろう ミソ村兄弟 （採用） （ミソ村赤蔵、ミソ村白蔵）                  | みそ                     | さばのみそ煮                                                                                | ゆかいなミラクルキッチン                  | A  |
| 10 | 48 | 9月30日        | みんなも考えよう！レンコンクイズ          | レンコニアン                                                                              | レンコン                 | むしやさいのカラフルサラダ                                                                  | みんないっしょにぱにゃにゃんだー！        | A  |
| 10 | 49 | 10月1日        | クヨッペン、マジシャンになる              | -                                                                                         | -                        | ゴー！ゴー！ほうかご調査隊 塩の手づくり                                                     | -                                         | A  |
| 10 | 50 | 10月2日        | ぽっとdeそだてよう！きれはしから葉っぱ    | ろーすけ ぺたもちくん こっぺぱんぱん                                                      | -                        | ぽっとdeそだてよう にんじんの葉の水栽培                                                     | みんないっしょにぱにゃにゃんだー！        | C  |
| 11 | 51 | 10月5日        | かわった髪型のかぼちゃ怪人あらわる        | カボウチャ                                                                                | かぼちゃ                 | かぼちゃとベーコンのクリームスープ                                                          | はぴぱり 〜たのしいうれしい Happy Party〜 | A  |
| 11 | 52 | 10月6日        | しめじ怪人、お城にたてこもる              | しめじ丸                                                                                  | ぶた肉                   | きのこたっぷりバタポンポークソテー                                                          | ゆかいなミラクルキッチン                  | A  |
| 11 | 53 | 10月7日        | バタバタのバター怪人、あらわる            | バッタバターン                                                                            | かぼちゃ                 | かぼちゃのおえかきスコーン                                                                  | はぴぱり 〜たのしいうれしい Happy Party〜 | A  |
| 11 | 54 | 10月8日        | クヨッペン、背が高くなる                  | -                                                                                         | -                        | ゴー！ゴー！ほうかご調査隊 平たい栗と丸い栗があるのはなぜ？                                 | -                                         | A  |
| 11 | 55 | 10月9日        | たべもののもつパワーをあてろ！            | -                                                                                         | -                        | -                                                                                           | -                                         | A  |
| 12 | 56 | 11月2日        | ちょりーす！いもギャル怪人軍団でーす！    | じゃがっち さとっち やまっち さつまっち                                                   | さつまいも               | まんまるスイートポテト                                                                      | はぴぱり 〜たのしいうれしい Happy Party〜 | A  |
| 12 | 57 | 11月3日        | こしあん怪人とつぶあん怪人がもめてるぞ    | KOSHI（つぶ丸） つぶ太郎                                                                  | あんこ                   | クックルン風 いもあんだんご                                                                 | クッキン・ファイヤー                      | A  |
| 12 | 58 | 11月4日        | がおー！りんご怪獣、あらわる！            | リンゴノドン コリンゴノドン                                                               | りんご                   | かんたんアップルパイ                                                                        | クッキン・ファイヤー                      | A  |
| 12 | 59 | 11月5日        | クヨッペン、サルになる                    | -                                                                                         | -                        | ゴー！ゴー！ほうかご調査隊 おいしいぶどうの見分け方                                         | -                                         | B  |
| 12 | 60 | 11月6日        | “ポット”がパワーアップ？                  | ピザまる カマボーコ さむさむ王子                                                          | -                        | ぽっとdeそだてよう ねぎの照り焼き                                                           | クッキン・ファイヤー                      | A  |
| 13 | 61 | 12月7日        | 細ネギ怪人、ランウェイに登場！            | ネギ原ゆり（ネギちゃん）                                                                  | 細ねぎ                   | かんこく風お好みやき                                                                        | ゆかいなミラクルキッチン                  | A  |
| 13 | 62 | 12月8日        | 今度は長ネギ怪人がランウェイに登場        | 押ネギモエ                                                                                | 長ねぎ                   | たっぷりやさいの肉だんごスープ                                                              | ゴーゴー！レッツゴー！クックルン          | A  |
| 13 | 63 | 12月9日        | 気合いバリバリだぜ！マヨネーズ怪人        | 魔夜寝絵図 さむさむ王子 カマボーコ                                                        | とうふ                   | とうふのあつあつグラタン                                                                    | みんないっしょにぱにゃにゃんだー！        | A  |
| 13 | 64 | 12月10日       | クヨッペン、指揮者になる                  | -                                                                                         | -                        | ゴー！ゴー！ほうかご調査隊 キムチが辛いのはなぜ？                                           | -                                         | B  |
| 13 | 65 | 12月11日       | ホッカホカ！おなべクイズ                  | -                                                                                         | -                        | -                                                                                           | ミトンのえかきうた                        | A  |
| 14 | 66 | 12月14日       | 枝豆怪人に仲間がくわわる！                | エダマメーンスリー （リーダー、エダマメゾン、エダマメシア）                               | えだまめ                 | カラフルお花カップずし                                                                      | はぴぱり 〜たのしいうれしい Happy Party〜 | A  |
| 14 | 67 | 12月15日       | ハンバーグ怪人、コネコネする              | コネコネコネーン                                                                          | ひき肉                   | あつあつホットプレートハンバーグ                                                            | ゴーゴー！レッツゴー！クックルン          | -  |
| 14 | 68 | 12月16日       | マカロニ怪人とトモダチになる!?            | マカ田ロニ夫                                                                              | マカロニ                 | クリーミーマカロニサラダ                                                                    | みんないっしょにぱにゃにゃんだー！        | A  |
| 14 | 69 | 12月17日       | アオイ、はじめての…                       | マカ田ロニ夫                                                                              | -                        | ゴー！ゴー！ほうかご調査隊 ジャムはどうやってできるの？                                     | -                                         | B  |
| 14 | 70 | 12月18日       | さわやか♪ミントをそだてよう               | ピーにゃんこ さくちゃん・らんぼちゃん ももーん                                            | -                        | カラフルミントドリンク                                                                      | みんないっしょにぱにゃにゃんだー！        | A  |
| 15 | 71 | 1月4日         | 伝説のイモギャル男怪人あらわる！          | ながっちくん じゃがっち さとっち やまっち さつまっち                                      | ながいも                 | おえかきながいもパンケーキ                                                                  | ハピネス☆クッキン                         | A  |
| 15 | 72 | 1月5日         | えび怪人とえびぞり対決！                  | エビ丸                                                                                    | かぶ                     | かぶのホカホカポット                                                                        | クッキン・ファイヤー                      | A  |
| 15 | 73 | 1月6日         | おもち怪人もちつき大会にあらわる          | オモチングラー                                                                            | おもち                   | トマトとおもちのチーズ焼き                                                                  | ハピネス☆クッキン                         | A  |
| 15 | 74 | 1月7日         | クヨッペン、スノーボーダーになる          | -                                                                                         | -                        | ゴー！ゴー！ほうかご調査隊 “おはし”のヒミツ                                                 | -                                         | A  |
| 15 | 75 | 1月8日         | うく？しずむ？やさいのフシギ              | -                                                                                         | -                        | -                                                                                           | ハピネス☆クッキン                         | C  |
| 16 | 76 | 2月8日         | アズキチャレンジだいとくしゅう！          | -                                                                                         | -                        | アズキチャレンジ                                                                            | みんないっしょにぱにゃにゃんだー！        | A  |
| 16 | 77 | 2月9日         | クックルンチャレンジスペシャル            | -                                                                                         | -                        | きなこぼう たまごボーロ                                                                     | -                                         | A  |
| 16 | 78 | 2月10日        | ハッサクとケイ“あのコーナー”特別版！      | -                                                                                         | -                        | 桜えびのエビマヨはんぺん 南国風トロピカルはるさめ おこのみ焼きせんべい                      | スウィート♡マーメイド                     | A  |
| 16 | 79 | 2月11日        | ほうかご調査隊スペシャル♪                 | -                                                                                         | -                        | -                                                                                           | -                                         | A  |
| 16 | 80 | 2月12日        | ひっさつわざゲット？スリービンゴーズSP    | -                                                                                         | -                        | ぱにゃにゃんライス                                                                          | みんないっしょにぱにゃにゃんだー！        | A  |
| 17 | 81 | 2月22日        | ぽっとdeそだてよう！スペシャル            | -                                                                                         | -                        | -                                                                                           | スウィート♡マーメイド                     | A  |
| 17 | 82 | 2月23日        | プリティなマシュマロ怪人あらわる          | プリティーマシュ子 さわやかマシュ男                                                       | マシュマロ               | なめらかチョコプリン                                                                        | スウィート♡マーメイド                     | A  |
| 17 | 83 | 2月24日        | つよい白玉怪人あらわる！                  | シラタマーベラス シラタマーン                                                             | 白玉粉                   | もちもちチーズパン                                                                          | みんないっしょにぱにゃにゃんだー！        | A  |
| 17 | 84 | 2月25日        | なかよしだね！チョコチップ怪人            | チョコチップ怪人 板野ちゃん                                                               | チョコチップ             | チョコチップクッキー                                                                        | スウィート♡マーメイド                     | A  |
| 17 | 85 | 2月26日        | ミトンのひみつ                            | -                                                                                         | -                        | ゴー！ゴー！ほうかご調査隊 チョコレートはどうやってできるの？                               | -                                         | A  |
| 18 | 86 | 3月14日        | ミトン救出大作戦 あのおすもうさんが登場   | キャッ！ベツ男 マカ田ロニ夫                                                               | -                        | -                                                                                           | -                                         | A  |
| 18 | 87 | 3月15日        | ミトン救出大作戦 カニ怪人あらわる！       | ブラックフーズ （ブラックカニーン）                                                       | かに                     | かんたんかにたま                                                                            | ハピネス☆クッキン                         | A  |
| 18 | 88 | 3月16日        | ミトン救出大作戦 伝説のヒーロー登場！     | ブラックフーズ （ブラックカニーン、ブラックシュガーン）                                   | さとう                   | 花たばクレープ                                                                              | ゴーゴー！レッツゴー！クックルン          | -  |
| 18 | 89 | 3月17日        | ミトン救出大作戦 ピンチ！強敵しゅつげん   | ブラックフーズ （ブラックモモーン）                                                       | とりもも肉               | とりもも肉のてりやき                                                                        | ゴーゴー！レッツゴー！クックルン          | -  |
| 18 | 90 | 3月18日        | ミトン救出大作戦 成功するか超パワーアップ | ブラックフーズ （ブラックモモーン）                                                       | -                        | -                                                                                           | -                                         | -  |

#### スペシャル放送
| 初回放送日・放送時間     | サブタイトル                   | 怪人                                                                       | 料理名・コーナー内容                                              | 挿入歌 |
| ------------------------ | ------------------------------ | -------------------------------------------------------------------------- | ----------------------------------------------------------------- | --- |
| 2016年 1月1日 9:31〜9:56 | お正月スペシャル               | レンコニアン カボウチャ スットコドッコーン 3年C組コーンパチ先生 魔夜寝絵図 | ココアもち 肉まきもち どきどきんちゃく もっちーずあんクロワッサン | ゆかいなミラクルキッチン ミトンのえかきうた ハピネス☆クッキン スウィート♡マーメイド                                                           |
| 3月26日 10:50〜10:55     | プチおやつでスリービンゴーズ！ | -                                                                          | ぱんぱかパンカップ かぼちゃのちゃきんしぼり                       | - |
| 3月26日 13:50〜14:00     | クッキンソング トップ5         | -                                                                          | -                                                                 | はぴぱり 〜たのしいうれしい Happy Party〜 ハピネス☆クッキン ゆかいなミラクルキッチン みんないっしょにぱにゃにゃんだー！ スウィート♡マーメイド |

#### 特別編 マンゴーエージェンシー
| 話 | 初回放送日     | サブタイトル                 |
| -- | -------------- | ---------------------------- |
| 1  | 2016年 3月30日 | キャロットケーキを克服せよ！ |
| 2  | 3月31日        | レシピの謎をとけ！           |
| 3  | 4月1日         | チョコレートで告白せよ！     |

### 2016年度
- オープニング映像が変更された。
- 2016年度11話からはミールの部分がさらに変更され、アニメ版での後ろ姿のみからアニメと実写での正面顔のカットが出るようになった。
- 「今日のいちまい！」の写真にミール（吉岡千波）が載った回が登場。「ゴー！ゴー！ほうかご調査隊」放送回では訪問先の土地での映像が流されることがある。

| 週 | 話 | 初回放送日    | サブタイトル                               | 怪人 | テーマ食材                        | 料理名・コーナー内容                                                         | 挿入歌                                                                                                | ED |
| -- | -- | ------------- | ------------------------------------------ | --- | --------------------------------- | ---------------------------------------------------------------------------- | --- | -- |
| 01 | 01 | 2016年 4月4日 | クックルン、また反抗期になる               | 魔夜寝絵図 | キャベツ                          | キャベツとたまごのココット                                                   | みんないっしょにぱにゃにゃんだー！                                                                    | A  |
| 01 | 02 | 4月5日        | イチゴ怪人、ヘタを無くしたってよ           | ストロベリアン軍そう | いちご                            | いちごの生キャラメル                                                         | スウィート♡マーメイド                                                                                 | A  |
| 01 | 03 | 4月6日        | ぐんぐん背が伸びるたけのこ怪人あらわる！   | ニョッキンチョ | たけのこ                          | たけのこたっぷりたきこみごはん                                               | ゆかいなミラクルキッチン                                                                              | A  |
| 01 | 04 | 4月7日        | クヨッペンがペコハラ村にやってきた！       | ワーサビー大佐 | -                                 | -                                                                            | - | A  |
| 01 | 05 | 4月8日        | めざせ！さらなるパワーアップ               | サラミ だいずんずん なめりちゃん | -                                 | -                                                                            | スウィート♡マーメイド                                                                                 | A  |
| 02 | 06 | 4月18日       | ナゾの宇宙人バジル登場                     | バジル（ワカメスキスキー魔人） | たまねぎ                          | かんたんオニオングラタンスープ                                               | サンバdeスリービンゴーズ                                                                              | A  |
| 02 | 07 | 4月19日       | ナゾの宇宙人がさらに登場                   | バジル（ワカメスキスキー魔人） | わかめ                            | さっぱりわかめサラダ                                                         | サンバdeスリービンゴーズ                                                                              | A  |
| 02 | 08 | 4月20日       | ナゾの宇宙人が変身!?                       | グリグリくん | グリーンピース                    | お手軽しっとりキッシュ                                                       | サンバdeスリービンゴーズ                                                                              | -  |
| 02 | 09 | 4月21日       | クヨッペン、望遠鏡をこわす                 | バジル（ワカメスキスキー魔人) グリグリくん | -                                 | ぽっとdeそだてよう たねからほうれんそう                                      | - | A  |
| 02 | 10 | 4月22日       | ハッサクをしらべちゃう!?                   | - | -                                 | ゴー！ゴー！ほうかご調査隊 ハッサクのヒミツ                                  | サンバdeスリービンゴーズ                                                                              | -  |
| 03 | 11 | 5月16日       | じゃがいもギャル怪人のなやみ               | じゃがっち じゃがっぺ じゃがハル | じゃがいも                        | ポテサラカップ                                                               | サンバdeスリービンゴーズ                                                                              | D  |
| 03 | 12 | 5月17日       | バスの外に見えるのはなんでしょねクイズ     | アスパラバス | アスパラガス                      | アスパラガスのスティックおにぎり                                             | サンバdeスリービンゴーズ                                                                              | D  |
| 03 | 13 | 5月18日       | アオイちゃん、世界をすくう！               | パセリアン | パセリ                            | パセリのハートたまご焼き                                                     | みんないっしょにぱにゃにゃんだー！                                                                    | D  |
| 03 | 14 | 5月19日       | クヨッペン、ピエロになる                   | - | -                                 | クックルンチャレンジ！ アオイのおしゃれゆでたまご                            | - | D  |
| 03 | 15 | 5月20日       | 調査隊、たけのこをゲット！                 | - | -                                 | ゴー！ゴー！ほうかご調査隊 たけのこを取りにきませんか？                      | - | D  |
| 04 | 16 | 5月30日       | 名前が長いぞ！バナナ怪人                   | バナナナナナナナーン バナナナナナナナーン レッド バナナナナナナナーン ホワイト バナナナナナナナーン ブルー バナナナナナナナーン ピンク バナナナナナナナーン ブラック バナナナナナナナーン オレンジ バナナナナナナナーン グレイ バナナナナナナナーン グリーン バナナナナナナナーン パープル | バナナ                            | お手軽バナナホットパイ                                                       | クッキン・ファイヤー                                                                                  | A  |
| 04 | 17 | 5月31日       | どこにいるんだ!?黒ごま怪人                 | 恐怖のゴマ大魔王 | 黒ゴマ                            | しっとりミニどら焼き                                                         | みんないっしょにぱにゃにゃんだー！                                                                    | A  |
| 04 | 18 | 6月1日        | 大豆からうまれた怪人たちがやってきた       | ダイズーン4 （トーニューン、トウフーン、ナットーン、ショウユーン） レンニューン | とうにゅう                        | フルーツたっぷりとうにゅうプリン                                             | ハピネス☆クッキン                                                                                     | D  |
| 04 | 19 | 6月2日        | クヨッペンとハナちゃん                     | - | -                                 | ぽっとdeそだてよう “ぽっと”でにんにくをそだてよう！ まるごとほくほくにんにく | - | B  |
| 04 | 20 | 6月3日        | 調査隊 ピチピチをたいけん！                | ナポリッティ みつばたのおろち トマトットマン | -                                 | ゴー！ゴー！ほうかご調査隊 しらすってなんですか？                            | - | D  |
| 05 | 21 | 6月13日       | のり怪人がジャマで学校にいけないぞ！       | のりかべ | まぐろ                            | まぐろとサーモンの2色丼                                                      | ゴーゴー！レッツゴー！クックルン                                                                      | D  |
| 05 | 22 | 6月14日       | ピーマン王子がやってきた                   | ピーマン王子 じいや | ピーマン                          | ピーマンとなすのみそいため丼                                                 | クッキン・ファイヤー                                                                                  | A  |
| 05 | 23 | 6月15日       | ドジなミールvsさやえんどう怪人             | サーヤ | とりひき肉                        | かわいい3色そぼろ丼                                                          | サンバdeスリービンゴーズ                                                                              | A  |
| 05 | 24 | 6月16日       | クヨッペン、体操選手になる                 | サーヤ | -                                 | -                                                                            | - | D  |
| 05 | 25 | 6月17日       | 調査隊 激アツをたいけん?!                  | - | -                                 | ゴー！ゴー！ほうかご調査隊 フライパンは何でできてるの？                      | - | D  |
| 06 | 26 | 7月4日        | そば怪人とうどん怪人あらわる！             | そばそば太 ジャウドン コネ夫 | そば                              | ひんやりねばねばそば                                                         | ゆでゆでアドベンチャー                                                                                | A  |
| 06 | 27 | 7月5日        | はちみつ怪人、ふたたびあらわる！           | ハニープリンセス（ハニー王子） | はちみつ                          | がっつりスペアリブ                                                           | サンバdeスリービンゴーズ                                                                              | A  |
| 06 | 28 | 7月6日        | 宇宙で一番ラブリーな怪人、登場！           | 魔法少女マジカルクリーミー | 生クリーム                        | ブルーベリーチーズタルト                                                     | スウィート♡マーメイド                                                                                 | D  |
| 06 | 29 | 7月7日        | クヨッペンだぞ～ うらめしや～              | - | -                                 | -                                                                            | - | D  |
| 06 | 30 | 7月8日        | 調査隊 “きん”のパワーをもくげき！          | ワンコソバーン わったん マダムフランス | -                                 | ゴー！ゴー！ほうかご調査隊 しょうゆづくり                                    | - | D  |
| 07 | 31 | 7月18日       | 夏SP スリービンゴーズであつさをのりきれ    | - | -                                 | 夏のスリービンゴーズ丼                                                       | - | -  |
| 07 | 32 | 7月19日       | 夏SP ミールさん、どうぐをリサーチ！        | - | -                                 | 石を使った道具ってどんなもの？                                               | - | D  |
| 07 | 33 | 7月20日       | 夏SP そのてでつかめ！うみのさち(1)         | - | -                                 | 海女さんのおしごとを調べちゃう                                               | - | -  |
| 07 | 34 | 7月21日       | 夏SP そのてでつかめ！うみのさち(2)         | - | -                                 | 海辺を大冒険！                                                               | - | D  |
| 07 | 35 | 7月22日       | 夏SP クッキンソングフェスティバル          | - | -                                 | クッキンソングフェスティバル 2016・夏                                        | ゆでゆでアドベンチャー サンバdeスリービンゴーズ 哀愁のクックルン スウィート♡マーメイド 和食の四季物語 | -  |
| 08 | 36 | 9月5日        | 未来からやってきたレモンロボット怪人       | トラれもん | さけ                              | さけのムニエル                                                               | クッキン・ファイヤー                                                                                  | A  |
| 08 | 37 | 9月6日        | オカラ怪人の愛                             | 。。 | とうふ                            | とうふ入りみたらし団子                                                       | 和食の四季物語                                                                                        | A  |
| 08 | 38 | 9月7日        | ミールさん、トラブルをよぶ                 | タケタケターケ | しいたけ なめこ しめじ ひらたけ） | だし香るおみそ汁                                                             | デリプラネット PiPiPi                                                                                 | A  |
| 08 | 39 | 9月8日        | クヨッペンと宇宙で追いかけっこ             | - | -                                 | ゴー！ゴー！ほうかご調査隊 もやしってどう育てているの？                      | - | -  |
| 08 | 40 | 9月9日        | おいしい！“だし”クイズ                     | - | -                                 | -                                                                            | - | D  |
| 09 | 41 | 9月19日       | クックルン宇宙へ(1) 流れ星をはねかえせ！   | - | さつまいも                        | さつまいものモンブラン                                                       | ゆでゆでアドベンチャー                                                                                | -  |
| 09 | 42 | 9月20日       | クックルン宇宙へ(2) ぶどう怪人をやっつけろ | バビブドーン グレープコング | ぶどう                            | ぶどうババロア                                                               | スウィート♡マーメイド                                                                                 | D  |
| 09 | 43 | 9月21日       | クックルン宇宙へ(3) レーズン怪人あらわる   | レーズンじいさん バビブドーン グレープコング | レーズン                          | 秋のホクホクスイートアップル                                                 | スウィート♡マーメイド                                                                                 | A  |
| 09 | 44 | 9月22日       | クヨッペン、月でぴょんぴょんする           | - | -                                 | ぽっとdeそだてよう ひんやりミニトマトデザート                                | - | A  |
| 09 | 45 | 9月23日       | 調査隊、ぷるぷるのヒミツにせまる           | - | -                                 | ゴー！ゴー！ほうかご調査隊 こんにゃくはどうやってできるの？                  | デリプラネット PiPiPi                                                                                 | D  |
| 10 | 46 | 10月17日      | ドキドキ！牛ひき肉怪人の初恋               | 牛山ヒキオ ヒキコ | ひき肉                            | かぼちゃとレンコンの焼きカレー                                               | はぴぱり 〜たのしいうれしい Happy Party〜                                                             | A  |
| 10 | 47 | 10月18日      | 早口のたまねぎヒーロー登場！               | オニオンヘッド クロタマネギテンツコ | 玉ねぎ                            | サーモンと玉ねぎのクリームニョッキ                                           | クッキン・ファイヤー                                                                                  | -  |
| 10 | 48 | 10月19日      | アンガールズ田中で～す！（前編）           | バニラリアン | かぼちゃ                          | 秋のかぼちゃプリン                                                           | スウィート♡マーメイド                                                                                 | A  |
| 10 | 49 | 10月20日      | アンガールズ田中で～す！（後編）           | - | -                                 | ゴー！ゴー！ほうかご調査隊 おいしいなしの見分けかたはありますか？            | - | D  |
| 10 | 50 | 10月21日      | おいしい！たのしい！パスタクイズ           | - | -                                 | -                                                                            | 和食の四季物語                                                                                        | D  |
| 11 | 51 | 10月31日      | ホットサンド怪人が泣いている               | ホットパパ サンドママ ハム蔵 チーズ子 バター美 | 食パン                            | ラブリーホットサンド                                                         | ハピネス☆クッキン                                                                                     | A  |
| 11 | 52 | 11月1日       | 穴に落ちたらおにぎり怪人がいたよ           | おにぎり怪人 | ごはん                            | カラフルおにぎり                                                             | 和食の四季物語                                                                                        | A  |
| 11 | 53 | 11月2日       | ミールさんとこわい怪人                     | ジャンボガーリアン | にんにく                          | トマトとガーリックのピザトースト                                             | みんないっしょにぱにゃにゃんだー！                                                                    | -  |
| 11 | 54 | 11月3日       | ミールさんといっしょにボウリング♪          | - | -                                 | ぽっとdeそだてよう まるごとしいたけ                                          | - | -  |
| 11 | 55 | 11月4日       | 調査隊、けむりのフシギをもくげき！         | オレンジジュース怪人 くりくりくりくりっちゃん ずしどん | -                                 | ゴー！ゴー！ほうかご調査隊 ハムはどうやって作るの？                          | - | D  |
| 12 | 56 | 11月14日      | レタス怪人のどっちでしょうクイズ           | レレレのレタスさん | レタス                            | カッテージチーズとハムのバゲットサンド                                       | はぴぱり 〜たのしいうれしい Happy Party〜                                                             | A  |
| 12 | 57 | 11月15日      | 牛乳アイドル怪人の総選挙                   | ホワイトミルキッス 牛元 | 牛乳                              | さつまいものミルク茶わんむし                                                 | 和食の四季物語                                                                                        | B  |
| 12 | 58 | 11月16日      | だいこん怪人のせいでアオイがおちこむ       | ブットイダイコーン | だいこん                          | ミルクとん汁                                                                 | ハッサク&ケイのMen'sキッチン                                                                          | A  |
| 12 | 59 | 11月17日      | クヨッペン、わんぱくなこどもになる         | - | -                                 | クックルンチャレンジ！ パックdeチュルンtoミルクゼリー                        | ハッサク&ケイのMen'sキッチン                                                                          | A  |
| 12 | 60 | 11月18日      | 調査隊 お米をしゅうかく！                  | ドラヤゴン ワカメン キャンディプリンセス | -                                 | ゴー！ゴー！ほうかご調査隊 お米のヒミツ                                      | - | D  |
| 13 | 61 | 12月12日      | 調査隊 カチカチのヒミツをさぐる            | えびきり怪人 メロン・ダ・ソーダ たまごとろ | -                                 | ゴー！ゴー！ほうかご調査隊 かつお節はどうやってつくるんですか？              | - | D  |
| 13 | 62 | 12月13日      | なんでもまぜちゃう怪人あらわる！           | マゼマゼマダム | ホットケーキミックス              | さくさくマフィン                                                             | スウィート♡マーメイド                                                                                 | A  |
| 13 | 63 | 12月14日      | どんだけー！つくねオネエ怪人あらわる       | ツンツクツクネェ ヒキコ | とりひき肉                        | つくねバー                                                                   | 和食の四季物語                                                                                        | A  |
| 13 | 64 | 12月15日      | さいごの魔法のキッチン用品をゲットせよ！   | アブラアゲドン | 油あげ                            | 花いなり                                                                     | - | -  |
| 13 | 65 | 12月16日      | もどれ！ミトンのきおく                     | アブラアゲドン | 油あげ                            | 花いなり                                                                     | - | A  |
| 14 | 66 | 2017年 1月9日 | 冬特集 冬のめいぶつ料理いただきます！      | - | -                                 | -                                                                            | - | D  |
| 14 | 67 | 1月10日       | 冬特集 沖縄にきちゃった?!                  | - | -                                 | -                                                                            | - | D  |
| 14 | 68 | 1月11日       | 冬特集 沖縄でおやさいゲット♪               | - | -                                 | -                                                                            | - | D  |
| 14 | 69 | 1月12日       | 冬特集 沖縄の伝統かんじちゃう！            | - | -                                 | -                                                                            | - | -  |
| 14 | 70 | 1月13日       | 冬特集 クックルンのうたSP♪                 | - | -                                 | -                                                                            | デリプラネット PiPiPi ハッサク＆ケイのMen'sキッチン 和食の四季物語 みんながキッチン戦隊クックルン     | D  |
| 15 | 71 | 2月13日       | せいちょうしました♪クックルン              | みんかー ファイブやっさい ちゅるちゅるん | -                                 | -                                                                            | 和食の四季物語                                                                                        | -  |
| 15 | 72 | 2月14日       | ちっちゃい黒ごま怪人がまたやってきた！     | つぶっ子ホワイティ 恐怖のゴマ大魔王 | 手羽先                            | あったかとりぞうすい                                                         | 和食の四季物語                                                                                        | A  |
| 15 | 73 | 2月15日       | ミックスベジタブル怪人がけんかしてるぞ！   | ミックスベジタブル戦隊スリーベジーズ （グリーンピース怪人グリングリン、コーン怪人コンココーン、にんじん怪人キャローン） | たまご                            | ふわとろオムライス                                                           | デリプラネット PiPiPi                                                                                 | A  |
| 15 | 74 | 2月16日       | まるでゴスペラーズ！ハモるキノコ怪人       | キノコスペラーズ （村上エノキ、黒沢ナメコ、酒井シメジ、北山エリンギ、安岡マッシュ） | マッシュルーム                    | きのこととりのクリームシチュー                                               | みんながキッチン戦隊クックルン                                                                        | B  |
| 15 | 75 | 2月17日       | ミトン、ついに記憶をとりもどす？           | ヒキコ | -                                 | ぽっとdeそだてよう ちらし寿司                                                | - | A  |
| 16 | 76 | 3月6日        | あかされるヒミツ                           | まな板大魔王マーナイターキング | いちご                            | ストロベリーブラマンジェ                                                     | スウィート♡マーメイド                                                                                 | A  |
| 16 | 77 | 3月7日        | ミトンが地球にやってきたワケ               | まな板大魔王マーナイターキング | チョコレート                      | チョコマカロン                                                               | スウィート♡マーメイド                                                                                 | -  |
| 16 | 78 | 3月8日        | たちはだかる最強の怪人たち                 | 最強シックス （まな板大魔王マーナイターキング、包丁怪人ホーン長助、ピーラー怪人ピーラーガール、フライパン怪人ジュージュー大佐、おろしがね怪人オロッシー、蛇口怪人大蛇愚痴） | 生クリーム                        | ミルクレープ                                                                 | ずっと友だちフォーエバー                                                                              | -  |
| 16 | 79 | 3月9日        | ミトン いかないで！                        | 最強シックス （まな板大魔王マーナイターキング、包丁怪人ホーン長助、ピーラー怪人ピーラーガール、フライパン怪人ジュージュー大佐、おろしがね怪人オロッシー、蛇口怪人大蛇愚痴） | -                                 | ミルクレープ                                                                 | みんないっしょにぱにゃにゃんだー！                                                                    | D  |
| 16 | 80 | 3月10日       | ずっと友だちフォーエバー                   | - | -                                 | -                                                                            | ずっと友だちフォーエバー                                                                              | D  |
| 17 | 81 | 3月13日       | クックルン、宇宙へ！                       | - | ミニトマト                        | キラキラゼリーサラダ                                                         | みんないっしょにぱにゃにゃんだー！                                                                    | A  |
| 17 | 82 | 3月14日       | ミラクルキッチン最大のピンチ               | - | 食パン                            | 情熱のパングラタン                                                           | ハッサク&ケイのMen'sキッチン                                                                          | -  |
| 17 | 83 | 3月15日       | ミールのきもち、ミトンのきもち             | - | もち米                            | 情熱のパングラタン 赤飯おにぎり                                              | デリプラネット PiPiPi                                                                                 | -  |
| 17 | 84 | 3月16日       | 決戦！イチゴ、アオイ、ハッサク             | - | -                                 | 赤飯おにぎり                                                                 | みんながキッチン戦隊クックルン                                                                        | -  |
| 17 | 85 | 3月17日       | こころは となりにいるからね                | ヒキコ | -                                 | -                                                                            | - | -  |

### 特集など
おいしいたのしい、ぼうけんスペシャル
2015年度21〜25話。
キャンプスペシャル
2015年度41〜45話。神奈川県三浦市でキャンプを行う。
お正月スペシャル
2016年1月1日9:31〜9:56放送。
クックルンスペシャル
2015年度76〜80話。これまでにクックルンの3人が頑張ってきた数々のコーナーのスペシャル版を連日放送。
プチおやつでスリービンゴーズ！
2016年3月26日10:50〜10:55放送。「ぱんぱかパンカップ」と「かぼちゃのちゃきんしぼり」を作る。
クッキンソング トップ5
2016年3月26日13:50〜14:00放送。クックルンが歌う人気ナンバーをランキング形式で紹介。
マンゴーエージェンシー
2016年3月30日〜4月1日放送。イチゴ、アオイ、ハッサクが秘密組織マンゴーエージェンシー所属のエージェントとして活躍する特別編。